# Santa Clarita Diet
Santa Clarita Diet és una sèrie americana d'humor negre creada per Victor Fresco pel servei de streaming Netflix, protagonitzada per Drew Barrymore i Timothy Olyphant. Fresco actua d'autor-productor, i és productor executiu juntament amb Barrymore, Olyphant, Aaron Kaplan, Tracy Katsky, Chris Miller, Caliu Truesdell i Ruben Fleischer.
La sèrie d'una sola càmera va ser estrenada el 3 de febrer de 2017 i consisteix en dues temporades de 10 episodis cadascuna. La primera temporada va rebre generalment crítiques positives, ja que els crítics n'elogiaven el repartiment i la premissa, però criticaven el nombre d'escenes gràfiques. El 29 de març de 2017, va ser anunciat que Netflix renovava la sèrie per una segona temporada, la qual va ser estrenada el 23 de març de 2018. Aquesta també ha rebut bones crítiques, ja que els experts n'alaben la maduresa del guió, el refinament de l'humor i el major interès de les trames. Va ser després que Netflix va fer oficial la arribada de una nova temporada a la plataforma digital (Temporada 3) i va ser estrenada el dia 29 de març del 2019. Va rebre molt bones crítiques, però malgrat que el públic i els crítics de series televisives, Netflix va cancel·lar la quarta temporada que hauria resolt molts dubtes que quedaren al final de la tercera. A un comunicat oficial a les xarxes socials, la sèrie (@santaclaritadiet) diu que ha estat meravellós treballar tots els anys en aquesta idea esbojarrada i que guardaran molt bones memòries sobre ella. També hi ha cites dels protagonistes i productors Drew Barrimore i Timothe Olyphant, que diuen que els seus personatges sempre viuran dins seus i que ells seguiran actuant, encara que no els gravin.

## Trama
Joel i Sheila Hammond són agents immobiliaris a Santa Clarita, Califòrnia. La seva vida és força normal fins que un dia Sheila pateix un atac de vòmit incontrolable. A partir d'aquest incident la parella ha de fer front a una sèrie d'obstacles, ja que Sheila es transforma en zombi i comença a anhelar carn humana per tal de satisfer les seves necessitats més bàsiques. Amb Joel i la seva filla Abby provant d'ajudar a Sheila, han de tractar amb veïns, normes culturals i arribar al fons d'un misteri potencialment mitològic.
La família s'enfronta a varies trames diferents durant tota la sèrie, però remarquen com a trames principals la caça dels morts vivents pels Cavallers de Sèrbia i l'estat serbi, representat de manera satíricament anticuada. Hi ha molts raonaments morals al llarg de la sèrie sobre si el que fan està bé.

## Repartiment

### Principals
- Drew Barrymore com Sheila Hammond, dona de Joel i mare d'Abby.
- Timothy Olyphant com Joel Hammond, marit de Sheila i pare d'Abby.
- Liv Hewson com Abby Hammond, filla de Sheila i Joel.
- Skyler Gisondo com Eric Bemis, veí dels Hammond, fill de Lisa i fillastre de Dan.

### Secundaris
- Ricardo Chavira com Dan Palmer (temporada 1), suplent del xèrif, padrastre d'Eric i veí dels Hammond. Joel el mata amb una pala i més tard se'l menja Sheila.
- Mary Elizabeth Ellis com Lisa Palmer, dona de Dan i mare d'Eric.
- Andy Richter com Carl Coby, cap dels Hammond.
- Richard T. Jones com Rick, agent policial de Santa Monica, veí dels Hammond, i amic de Joel.
- Joy Osmanski com Alondra, dona de Rick.
- Kaylee Bryant com Sarah, una companya de classe d'Abby i Eric.
- Nathan Fillion com Gary West, agent immobiliari i company de feina dels Hammond. És la primera persona que Sheila mata per menjar-se. El seu cap encara sobreviu i és guardat al soterrani dels Hammond.
- Natalie Morales com Anne Garcia, substituta del xèrif, companya de Dan, i molt religiosa. Implicada en una relació romàntica amb Lisa després que Dan es perdés.
- Thomas Lennon com a director Andrei Novak, director escolar d'Abby.
- Ramona Young com Ramona, empleada d'una botiga. També resulta ser una zombi.
- Grace Zabriskie com Senyora Bakavic (temporada 1), àvia sèrbia del direcotr Novak.
- DeObia Oparei com Loki Hayes (temporada 1), un condemnat convicte. Es converteix en zombi quan Sheila fracassa matant-lo.
- Portia de Rossi com Cora Wolf (temporada 1), una científica centrada en els morts vivents.
- Zachary Knighton com Paul (temporada 2), marit de Marsha i descendent dels Cavallers de Sèrbia, a qui ha estat encarregat acabar amb el brot zombi.
- Jaee Young Han com Marsha (temporada 2), dona de Paul, qui està ajudant-lo amb la missió d'acabar amb els zombis.
- Mat Shively com Christian (temporada 2), estudiant a l'escola d'Abby i Eric que també és el fill de Chris i Christa

### Convidats
- Patton Oswalt com Hasmedi, un viròleg.
- Ryan Hansen com Bob Jonas, amant de Lisa Palmer.
- Derek Aigües com Anton, un teòric de conspiració.
- Ravi Patel com Ryan, assistent de la convenció.
- Joel McHale com Chris, un agent immobiliari que està casat amb Christa.
- Maggie Lawson com Christa, una agent immobiliària que està casada amb Chris.
- Gerald McRaney com Ed Thune, un coronel d'exèrcit retirat.
- Leo Howard com Sven, un estudiant que va demanar per sortir a Abby a la temporada 2 després de l'incident de la safata, fent mal als sentiments d'Eric.

## Episodis

### Temporada 1 (2017)
| Núm. episodi | Títol                                                           | Director        | Guionista                     | Data d'estrena      |
| --- | --------------------------------------------------------------- | --------------- | ----------------------------- | ------------------- |
| 1 | Un murciélago o un mono ('So Then a Bat or a Monkey')           | Ruben Fleischer | Victor Fresco                 | 3 de febrer de 2017 |
| Joel i Sheila Hammond són agents immobiliaris que tenen una vida suburbana normal amb la seva filla Abby. Estan intentant vendre una casa però, mentre l'estan mostrant, Sheila vomita quantitats desorbitades de líquid verd, incloent el que podria ser un òrgan. Joel porta a Sheila al departament d'emergències, però com que és molt lent, se'n van a casa seva. Sheila actua de manera estranya, també li augmenta la libido; la seva sang és espessa i no té batec del cor. El fill dels seus veïns, Eric, els explica que Sheila està morta i no morta. També els diu que Sheila s'ha d'alimentar perquè si es deteriora potser podria morir. Sheila i Abby escapen i compren un cotxe, i més tard Sheila surt de festa amb els seus veïns. Gary, el company de feina de Sheila, està intentant que ella balli amb ell quan Joel els troba. Marxen i Sheila pensa que el seu nou comportament podria ser el que realment és ella. A la casa de Sheila, Gary intenta forçar a Sheila, amenaçant-la de dir-li al seu marit que ella era infidel si es negava. Sheila li llepa els dits, i de sobte en mossega a dos d'ells abans de devorar Gary al pati del darrere. Joel arriba a casa i es troba la seva dona menjant-se a Gary. |                                                                 |                 |                               |                     |
| 2 | No podemos matar gente ('We Can't Kill People!')                | Ruben Fleischer | Victor Fresco                 | 3 de febrer de 2017 |
| Enterren les restes de Gary al desert. Abby i Eric els segueixen i ho descobreixen. Mentre cobria l'assassinat, Dan veu a Joel fumigant la gespa a la meitat de la nit i sospita. Joel consulta a un viròleg, però aquest pensa que Joel està boig. Dan va a inspeccionar l'herba i Joel li diu que tenen formigues. Joel intenta aconseguir que Sheila mengi carn, però ella diu que des que va menjar a Gary no vol res més que humans. Joel suggereix que potser és la frescor el què importa. Sheila continua actuant impulsivament, inclús mata a un gall. Sheila li diu a Joel que no es podia menjar el gall. Joel reitera que no poden matar persones. Joel i Sheila tracten de trobar una font d'alimentació alternativa a la morgue, però Sheila no pot suportar la carn cadàver. La fam de Sheila està creixent, de manera que Joel li diu que vagin a matar persones perquè pugui menjar. Han estat junts des de secundària i no la deixarà ara. Abby està preocupada pels canvis. |                                                                 |                 |                               |                     |
| 3 | Sí podemos matar gente ('We Can Kill People')                   | Marc Buckland   | Clay Graham                   | 3 de febrer de 2017 |
| Joel i Sheila discuteixen l'equilibri entre matar gent i ser pares. Abby està malhumorada. Ells fan un pla per trobar una mala persona per matar. Dan els parla sobre no haver tingut mai una matança descuidada, referint-se a les formigues. Reben subministraments per matar persones. Joel fuma al bany per calmar-se. Eric i Abby esmorzen mentre abandonen l'escola on l'amiga d'Abby surt amb el seu nòvio narcotraficant de 26 anys, però ell trenca amb ella. Joel i Sheila parlen amb Rick, el seu altre veí que és un policia, per saber on trobar gent per matar. Diu que un pederasta viu a la zona i la parella considera matar-lo. Sheila i Joel escolten als adolescents que parlen de lo dolent que era l'ex nòvio de la seva amiga i decideixen matar-lo. Una vegada que Joel li va parlar, ell decideix deixar-lo anar, fet que molesta molt a Sheila. Els adolescents van a la casa de l'ex nòvio; un d'ells tira gasos lacrimògens i recupera el suèter de la seva amiga. De camí a casa, Sheila i Joel tenen un incident a la carretera, i Sheila mata el conductor de l'altre cotxe. El posen al congelador del seu magatzem.                                                                                       |                                                                 |                 |                               |                     |
| 4 | El turista sexual pedorro ('The Farting Sex Tourist')           | Ken Kwapis      | Michael A. Ross               | 3 de febrer de 2017 |
| Sheila fa un batut del cos emmagatzemat i després va caminar amb els seus veïns. Ella suggereix que les dones han de viure la vida al màxim. Ella els diu que la seva nova actitud es deu a la seva nova dieta alta en proteïnes. Joel va a botigues paranormals que investiguen zombies. Troba dos gravats de Sèrbia que mostren com algú vomita una bola vermella i després menja a algú. Rick parla amb la parella sobre el seu cotxe nou i, a continuació, Dan els interromp portant-los més esprai per formigues. El director Novak de l'escola els crida, i els diu que l'Abby falta a l'escola. Insisteixen que tot és normal. Sheila es molesta amb Novak i vol menjar-se'l quan amenaça de suspendre a Abby. Sheila li diu a Abby que hauria de fer el que vulgués, i això provoca que Joel s'enfronti a Sheila sobre el seu comportament i conclou que ell no està segur que la seva família pugui sobreviure. Sheila parla amb Eric, qui li diu que els no-morts no tenen control d'impuls i que no ho pot canviar. Mentrestant, Joel parla amb Abby i roben la moto de Rick abans de vincular-se amb Sheila. Joel s'adona que Novak és serbi. Dan fumiga el pati de Joel per a les formigues, i troba el dit de Gary.          |                                                                 |                 |                               |                     |
| 5 | Hombres comen hombres ('Man Eat Man')                           | Marc Buckland   | Chadd Gindin                  | 3 de febrer de 2017 |
| Abby va a al magatzem i troba l'home mort al congelador. Joel parla amb l'àvia de Novak perquè l'ajudi a traduir les impressions. Ella li diu que és una vella història sobre zombis d'un llibre que podria contenir la cura. Sheila es mostra reticent a una cura al principi, ja que li agraden els efectes secundaris de ser un zombi, però finalment ho accepta. Joel troba una possible font del llibre, Anton. Abby li explica a Eric que va trobar un home mort. Eric li diu a Abby que la seva mare està tenint una aventura. Joel li demana a Rick que faci un xec per a Anton. Dan li fa xantatge a Joel, perquè sap que han matat a algú. Joel li diu a Sheila que Dan sap sobre Gary. Sheila vol matar a Loki per menjar i està disposada a anar sola. Abby es queixa d'Eric sobre la mentida dels seus pares i ell intenta besar-la. Sheila i Joel intenten matar a Loki i fallen. Sheila està preocupada perquè va mossegar a Loki. Abby veu la sang al maletí de Sheila, però no s'enfronta a la seva mare. Loki està a una habitació d'hotel envoltada de vòmits com Sheila anteriorment. |                                                                 |                 |                               |                     |
| 6 | Hay que cuidar los detalles ('Attention to Detail')             | Craig Zisk      | Leila Cohan-Miccio            | 3 de febrer de 2017 |
| Joel i Sheila vigilen a Loki i debaten la possibilitat que es convertís en un zombi. Sense resolució, van a una festa a casa de Dan i Joel ha de mentir a Dan sobre Loki. Sheila s'adona que va deixar un bolígraf amb la seva informació de contacte a la casa de Loki. Abby i Eric es recuperen del petó. Dan vol que Joel mati a un altre noi perquè diu que és un home dolent, però quan Sheila està a punt de matar-lo resulta ser el noi amb qui Lisa està tenint una aventura, i no el mata. Abby i Eric instal·len una explosió al jardí de roses de Dan per tal d'allunyar-lo. En el procés troben uns diners, a partir dels que conclouen que Dan és un policia corrupte. Joel s'ocupa dels amics de Loki i és agafat com a ostatge, gràcies al què troba la ploma. Joel s'enfronta a Dan dient-li que ja no matarà més persones per a ell. Entren en una baralla i Joel el mata amb una pala. |                                                                 |                 |                               |                     |
| 7 | ¿Extraño o desconsiderado? ('Strange or Just Inconsiderate?')   | Lynn Shelton    | Ben Smith                     | 3 de febrer de 2017 |
| Joel i Sheila porten el cos de Dan a casa seva i fan un pla per desfer-se'n. Sheila comença a preocupar-se per Joel, que està obsessionat amb mantenir la normalitat de la família. Abby troba el cos de Dan a la banyera i s'enfronta als seus pares per haver-la mentit. Abby li diu a Eric que Dan està mort i a ell li sembla bé. Abby i Eric tenen un pla per ajudar a cobrir l'assassinat de Dan, revelant que és un policia corrupte. Sheila es compromet a menjar-se'l completament per ocultar l'evidència, però falla. Joel decideix treure les parts del cos restants de la casa en un congelador. Els polis troben l'amagatall de Dan i, amb ell, el dit de Gary. Rick li diu a Joel que la desaparició de Gary probablement va ser culpa de Dan. Mentre Sheila s'està banyant, el seu dit cau. |                                                                 |                 |                               |                     |
| 8 | ¿Qué cantidad de vómito? ('How Much Vomit?')                    | Steve Pink      | Aaron Brownstein i Simon Ganz | 3 de febrer de 2017 |
| Sheila manté el fet que el seu dit hagi caigut en secret. A mesura que la policia descobreix més sobre les activitats corruptes de Dan, Joel i Sheila senten que Loki segueix viu i sembla haver-se convertit també en un dels no-morts. El troben fent una actuació acústica en un local, i s'obsessiona amb Sheila, obligant-los a matar-lo quan intenta assassinar Joel. Com que Joel està començant a acceptar que els dits de Sheila han caigut, tots dos es sorprenen de notar que el seu ull dret li està penjant de la cara. |                                                                 |                 |                               |                     |
| 9 | ¡El libro! ('The Book!')                                        | Tamra Davis     | Sarah Walker                  | 3 de febrer de 2017 |
| Joel i Eric es dirigeixen a una convenció paranormal per reunir-se amb Anton, una figura popular i misteriosa en la comunitat paranormal, que afirma tenir un antic llibre que conté la cura per a la condició de Sheila. Anton acusa a Joel de ser un agent del govern, i quan s'enfronten més tard admet que és un frau i que no té el llibre, però Joel és abordat per un altre assistent, que el posa en contacte amb l'autèntic propietari del llibre, la Doctora Cora Wolf. Mentrestant, Sheila intenta vincular-se més amb Abby, ja que les dues intenten recuperar els diners del germà del propietari mort de la carnisseria. |                                                                 |                 |                               |                     |
| 10 | Baka, bilis y bates de béisbol ('Baka, Bile and Baseball Bats') | Dean Parisot    | Clay Graham                   | 3 de febrer de 2017 |
| La Doctora Cora Wolf es trasllada amb els Hammond per treballar en una cura del virus, que anteriorment només s'ha provat en rates. Wolf li diu a Sheila que a mesura que la seva condició progressi, es farà incontrolablement violenta i podria fer mal fins i tot a la seva família. Amb l'ajuda d'Eric, Wolf prepara la cura, només requereix l'ingredient final: la bilis d'un serbi pur. Joel i Sheila visiten la baka del director Novak i intenten fer-la vomitar donant-li beguda, però Novak truca a la policia i Joel és arrestat i enviat a una institució mental. Sheila aconsegueix que l'Abby l'encadeni al soterrani, per tal d'evitar que perjudiqui a ningú. Un client la truca i li diu que espera que ella o el seu marit estiguin lliures la setmana següent. |                                                                 |                 |                               |                     |

### Temporada 2 (2018)
| Núm. episodi | Títol                                                      | Director       | Guionista                     | Data d'estrena     |
| --- | ---------------------------------------------------------- | -------------- | ----------------------------- | ------------------ |
| 1 | No hay familia perfecta ('No Family is Perfect')           | Ken Kwapis     | Victor Fresco                 | 23 de març de 2018 |
| Joel està menys de 72 hores a la institució mental i confia en el seu company d'habitació Ron, que pateix deliris aparents. Sheila està encadenada al soterrani, ja que Abby i Eric estan buscant a Internet un serbi pur que els vengui la seva bilis. Tenen èxit i Abby la va a recollir. Joel és alliberat de la institució i compra una bilis de la morgue. Sheila aconsegueix que Eric la desencadeni. Goran, el venedor de la bilis, segueix a Abby fins a casa seva, on Sheila l'ataca i se'l menja. Eric utilitza la bilis de l'home per fer una cura per al deteriorament de Sheila. Joel arriba a casa horroritzat, però Eric assegura als Hammond que Sheila no empitjorarà. Joel proposa que Sheila romangui al soterrani fins que pugui controlar-se. Eric va a comprar subministraments de neteja, on coneix a Ramona, empleada de la botiga. Joel i Abby decideixen quedar-se la nit amb Sheila al soterrani. Més tard, Ramona crida a Eric i li pregunta si Abby és la seva xicota, i afegeix que ella fa poc que està soltera. Mentre menja el dit d'un home de la seva nevera, li demana a Eric si li agradaria passar una estona junts. |                                                            |                |                               |                    |
| 2 | Un coyote con pantalones de yoga ('Coyote in Yoga Pants')  | Marc Buckland  | Michael A. Ross               | 23 de març de 2018 |
| Sheila comença a perseguir animals per frenar el seu comportament inactiu. Joel i Sheila es dirigeixen a la seva veïna Lisa, que no té novetats sobre el seu desaparegut marit Dan i des de llavors ha començat a veure la seva actual parella, la xèrif Anne Garcia. Abby i Eric s'adonen que els seus correus electrònics a Goran podrien ser rastrejats i ser sospitosos de la seva desaparició. Sheila i Joel convencen al seu cap Carl per donar-los un dels antics encàrregs de Gary. Abby i Eric entren a l'apartament de Goran per eliminar les proves. Abby li confessa a Eric que va sentir por quan Goran la va seguir a casa, però el telèfon d'Eric va sonant amb missatges de Ramona. Una altra parella entra a l'apartament, també reclamant ser amics de Goran. Abby i Eric surten, però l'altra parella sap alguna cosa sobre la bilis. Sheila i Joel competeixen amb els seus rivals de secundària, Chris i Christa, per obtenir una clienta i quan Sheila és capaç de córrer darrere el gos de la propietària que acaba de fugir, la parella protagonista guanya punts davant la seva possible clienta. Abby anima a Eric a demanar-li per sortir a Ramona. Sheila i Joel descobreixen que el lloc on van enterrar la seva primera víctima, Gary, està sent preparat per dur-hi a terme obres. Van al desert per treure'l, i descobreixen que el cap tallat de Gary s'ha reanimat i està viu. |                                                            |                |                               |                    |
| 3 | Vacío moral ('Moral Gray Area')                            | Ken Kwapis     | Clay Graham                   | 23 de març de 2018 |
| Sheila i Joel decideixen que han de matar el cap de Gary. Gary accepta, però els demana que portin l'escriptura de la seva casa del llac de Michigan a la seva neboda Kayla. Sheila i Joel decideixen honorar l'última petició de Gary. Eric troba un cadàver a la banyera de Ramona i crida a Abby, que es proposa rescatar-lo. Sheila i Joel porten l'escriptura a Kayla, però ella els diu que necessita el seu cotxe, que el té el seu ex nòvio, Boone. Sheila es fa voluntària i Joel recupera el cotxe. Abby entra a l'apartament de Ramona, però s'adona que Eric i Ramona estaven mantenint relacions sexuals. Ramona revela que també és un zombi i Eric li ofereix ajuda. A la casa de Boone, Sheila i Joel descobreixen que és un neonazi, i que per tant, Sheila se'l pot menjar sense sentir-se culpable. Mentre discuteixen si han de tornar a matar impulsivament, un amic de Boone, AJ, apareix i els ofereix un sorteig per a l'equip de Softbol Nazi. Sheila en compra un per tenir una referència quan el vulgui matar. Després que Eric donés a Ramona el sèrum per frenar el seu deteriorament, ella admet que només l'utilitzava pels seus vincles amb la mare d'Abby i per aconseguir la cura, per això el deixa. Abby descobreix el cap de Gary al soterrani. |                                                            |                |                               |                    |
| 4 | La reina de Inglaterra ('The Queen of England')            | Adam Arkin     | Chadd Gindin                  | 23 de març de 2018 |
| Gary decideix que no vol morir deixant els Hammond en problemes. Abby li diu als seus pares que Ramona és una no-morta. Sheila i Joel es dirigeixen a ella i s'adonen que convertir-se en no-mort fa que les persones siguin com sempre han volgut ser. Sheila li diu a Ramona que sense un Joel per ajudar-la, ha de tenir més cura amb les seves matances. Ramona els mostra que la bola que va vomitar durant la transformació ha crescut. Abby colpeja a un altre estudiant, Christian, amb una safata de menjar, perquè ha tingut un comportament inapropiat. Ramona amenaça a Eric perquè sigui el seu Joel. Joel se sent incòmode per la seva nova vida, però Gary li ofereix alguna nova perspectiva. Ramona i Eric van al sopar dels Hammond i lluiten per alliberar a Eric. Abby estrangula a Ramona, que després confessa que no vol tornar-se a comportar com una no-morta sola. Lisa entra i els Hammond reprenen el sopar. Ramona decideix traslladar-se a Seattle i Sheila i Joel van al seu apartament per parlar de la bola convertida en criatura. Allà, Joel descobreix un rebut que demostra que Ramona va anar al restaurant Japopo el mateix dia que ells, i va demanar el mateix plat que Sheila abans de transformar-se. |                                                            |                |                               |                    |
| 5 | Con premeditación ('Going Pre-med')                        | Marc Buckland  | Ben Smith                     | 23 de març de 2018 |
| Sheila va a la casa de Boone, mentre que Joel va camuflat al restaurant Japopo, però és reconegut per haver escrit una ressenya negativa de Yelp. El propietari accepta donar-li a Joel els seus rebuts si escriu una ressenya positiva. Sheila accidentalment convenç a Anne d'investigar els recents assassinats i Joel anima a Sheila a posar fi a la seva amistat. Sheila i Joel lloguen una segon magatzem; un per a Gary i la criatura de la pilota, i l'altre serà una habitació de matança. Ron troba a Joel i Sheila a la feina i Joel li fa mantenir el seu secret. El director Novak gairebé expulsa a Abby durant un mes, però amb la intervenció d'Eric, ella s'uneix al Club Ambiental. Abby coneix a un nou noi, Sven. Sheila i Joel atreuen a Boone a la seva habitació de matança. Ella el mata així com al seu company nazi. Abby abandona el Club Ambiental per alguna cosa més extrema, amb el suport d'Eric. Joel s'esbrava amb Gary i escriu una nova ressenya per al Japopo. Al restaurant, Ron es reuneix amb la parella de l'apartament de Goran, Marsha i Paul. Busquen la bilis sèrbia i la informació sobre els Hammond. L'home llueix al braç un tatuatge de la bola convertida en criatura. |                                                            |                |                               |                    |
| 6 | Pasión ('Pasión')                                          | Steve Pink     | Aaron Brownstein i Simon Ganz | 23 de març de 2018 |
| Abby i Joel troben a una altra persona dels rebuts del Japopo que va demanar el mateix plat que Sheila, un home anomenat Ed Thune. Joel va a vigilar la casa del coronel Ed Thune mentre que Sheila assisteix a una reunió de feina. Per ser coherent amb una mentida anterior, Joel accepta donar classes de ball a Anne. Abby li diu a Eric que té una cita amb Sven. L'ull de Sheila li surt de l'òrbita a la reunió amb Carl a causa de la frustració per no matar-lo. Joel es dirigeix a la casa d'Ed per a confirmar que les cloïsses de Japopo són la causa de l'epidèmia de morts vivents. Eric ajuda a Sheila amb els ulls. Abby continua amb una cita amb Sven però no connecten. Joel fa preguntes a Ed i busca entre les seves coses. Sheila i Carl assisteixen a una reunió amb un inversor, que odia la idea de Carl, cosa que fa que Sheila ofereixi la seva. Carl renya a Sheila, que accidentalment mossega el seu propi dit. La pell de la mà d'Ed llisca durant una encaixada de mans, demostrant que és un no-mort. Joel mata a Ed, així com a la seva bola viva. Abby informa a Eric sobre el seu pla extrem per aturar el fracking local. Joel arriba a buscar Anne, però la deixa anar. Sheila mostra a Joel el dit destrossat. |                                                            |                |                               |                    |
| 7 | Cambio de corazón ('A Change of Heart')                    | Jaffar Mahmood | Melissa Hunter                | 23 de març de 2018 |
| Eric ajuda a Sheila a tornar a col·locar-se el dit. Sheila i Joel s'enfronten a Abby per l'incident de la safata, però ella no sent remordiments. Eric va camuflat al Japopo, però el propietari no li vol revelar el distribuïdor de les cloïsses. Sheila i Joel obliguen a Abby a demanar disculpes a Christian quan descobreixen que els seus pares són Chris i Christa, que intenten fer xantatge als Hammond amb amenaces d'expulsió a Abby. Eric entra a la oficina del Japopo. Els Hammond van a la casa del director Novak, on Sheila i Joel expliquen a Abby el difícil que ha estat compaginar tots els seus problemes i li demanen a Abby que els ajudi. Abby es disculpa amb Novak però la va expulsar de totes maneres. Accidentament, va enganxar el dit de Sheila a la seva porta i va aparentar fer-se mal, forçant a Novak a readmetre a la seva filla. Eric truca a Joel per demostrar-li que Japopo ha utilitzat un distribuïdor d'amanida diferent, Ruby's Clams, el dia que els Hammond van sopar-hi abans de la transformació de Sheila. Sheila entra a l'aparcament per a una reunió d'inversors, però Carl apareix inesperadament. Tanca els ulls i es desperta 12 hores més tard a casa amb sang a la cara i un cor a la mà. |                                                            |                |                               |                    |
| 8 | Caballetes y maquillaje de guerra ('Easels and War Paint') | Steve Pink     | Caitlin Meares                | 23 de març de 2018 |
| Sheila no pot recordar res des de l'aparcament i ha perdut una bota. Ella i Joel sospiten que va matar a Carl fins que Carl es presenta a treballar i acomiada a Sheila per haver-se perdut la reunió. Lisa s'atura a la casa dels Hammond per agrair-li a Sheila que la convencés de batejar-se. Durant la pèrdua de coneixement, Sheila també va convèncer a Anne de centrar-se en la pintura més que en les investigacions d'assassinat. Abby troba a AJ mort al seu congelador. Sheila i Joel van a la feina d'AJ per recuperar la seva bota perduda. Abby i Eric fan plans per aturar el fracking. Abby pregunta a Lisa per les ulleres de visió nocturna de Dan i Lisa accepta deixar-les-hi si Abby accepta un canvi d'imatge abans de la seva cita amb Eric. Sheila i Joel eliminen els vídeos de seguretat i recuperen la bota de Sheila. Abby li diu a Eric que vol utilitzar els explosius de Dan, però Eric es retira del pla. Joel deixa la feina i ell i Sheila decideixen establir la seva pròpia empresa immobiliària. La sèrie d'objectes sospitosos d'Anne inclou pintures del dit de Gary, el llibre de sorteigs nazis, el pòster de les persones desaparegudes de Dan, i Joel. |                                                            |                |                               |                    |
| 9 | Objetos sospechosos ('Suspicious Objects')                 | Jamie Babbit   | Romi Barta                    | 23 de març de 2018 |
| Joel va de camuflatge a Ruby's Clams i es troba amb la propietària. Anne mostra a Sheila les seves pintures. Ruby mostra a Joel la seva granja de cloïsses, que ha crescut a partir de quatre cloïsses que es troben en una cova aquàtica profunda a Sèrbia. En qüestió de mesos n'han crescut 5.000. Ella informa a Joel que les cloïsses seran enviades als restaurants l'endemà. Quan Sheila avisa a Joel sobre les pintures, Marsha i Paul arriben a la granja de Ruby. Anne explica a Sheila i Joel que simplement dibuixava objectes sospitosos, incloent un got que contenia la bilis de Goran. Ha pintat parts del cas, però el seu cap no va estar d'acord amb les seves teories. Eric intenta matar una cloïssa vermella que Joel va robar de Ruby, però no funciona res. La cloïssa estén un tentacle a una cloïssa normal i se la menja. Abby i Eric aconsegueixen que Sven els doni accés a un forn perquè puguin incinerar les cloïsses. Ruby atrapa a Sheila i Joel robant les seves cloïsses abans que Marsha i Paul explotin l'edifici. Anne fa la connexió de Boone amb la neboda de Gary i el seu cap es comença a interessar pel cas. |                                                            |                |                               |                    |
| 10 | ¡Albatros! ('Halibut!')                                    | Marc Buckland  | Victor Fresco                 | 23 de març de 2018 |
| Sheila i Joel pretenen destruir el cas d'Anne. Eric ajuda a Abby a construir un explosiu per al seu pla d'evitar el fracking. Després de nombrosos intents, Gary finalment grava un missatge que portarà a la policia a creure que ell i Dan s'han fugat. Gary després confirma que està llest per morir. Abby i Eric descobreixen C-4 a l'armari de Dan per usar-lo en el seu pla contra el fracking. En el baptisme de Lisa, Anne informa a Sheila i Joel que té un noi que busca possibles missatges esborrats. Sense saber que els missatges esborrats podrien ser recuperats, els Hammond planifiquen la seva fugida. Abby acomiada a Eric i es fan un petó. Anne confirma que no es pot recuperar res del telèfon, ja que era de baixa qualitat, però finalment reconeix un so en el missatge de veu: les polseres de Sheila. Anne troba a Sheila i Joel enmig del funeral de Gary i li diuen la veritat. Anne dispara a Sheila, que no sent res, i Joel li mostra el cap de Gary. Anne interpreta l'explosió que causen Eric i Abby com un signe, i creu que Sheila és un instrument de Déu per acabar amb les persones dolentes del món. |                                                            |                |                               |                    |

### Temporada 3 (2019)
| Núm. episodi | Títol                     | Director | Guionista | Data d'estrena     |
| --- | ------------------------- | -------- | --------- | ------------------ |
| 1 | Wuffenloaf                |          |           | 29 de març de 2019 |
| Sheila vol entendre perquè va ser ella a qui se li va encomanar el virus i si té un doble sentit. Anne vol difundir la paraula de deu pel veïnat, mentre que la Abby i en Eric fingeixen que estan sortint junts per a poder seguir amb els seus plans de futur. |                           |          |           |                    |
| 2 | La hora de los caballeros |          |           | 29 de març de 2019 |
| En aquest episodi, la Sheila i en Joel coneixen a una cavaller de Serbia en persona |                           |          |           |                    |
| 3 | La gente murere a diario  |          |           | 29 de març de 2019 |
| |                           |          |           |                    |
| 4 | Soy más de gatos          |          |           | 29 de març de 2019 |
| |                           |          |           |                    |
| 5 | Cuidado con la cabeza     |          |           | 29 de març de 2019 |
| |                           |          |           |                    |
| 6 | El pollo y la pera        |          |           | 29 de març de 2019 |
| |                           |          |           |                    |
| 7 | Esa actitud en concreto   |          |           | 29 de març de 2019 |
| |                           |          |           |                    |
| 8 | ¡Toda la vida!            |          |           | 29 de març de 2019 |
| |                           |          |           |                    |
| 9 | Zumbado                   |          |           | 29 de març de 2019 |
| |                           |          |           |                    |
| 10 | La secta de Sheila        |          |           | 29 de març de 2019 |
| |                           |          |           |                    |

## Producció

### Desenvolupament
Fresco va començar amb la premissa de voler fer una comèdia familiar des d'una perspectiva que no hem vist mai abans. L'òptica zombi també va permetre a Fresco explorar el concepte de Narcisisme afirmant que: els morts són els últim narcisistes. Volen el que volen, quan volen i faran qualsevol cosa per tenir-ho, i no els importen les necessitats dels altres.
Pel que fa a l'escenari, Fresco va partir de la seva pròpia experiència de créixer a la Vall de San Fernando. La població de Santa Clarita va ser escollida pels seus habitants de classe mitjana. La professió d'agents immobiliaris dels Hammond va ser triada perquè els introdueix al món així com per l'amabilitat forçada inherent a la professió.

### Publicitat polèmica
Al febrer de 2017, la publicitat de l'espectacle va provocar la crítica a Alemanya, on Netflix va promoure la sèrie amb cartells on s'hi representava un dit humà tallat com un currywurst, un popular plat de menjar ràpid alemany. Després de rebre més de 50 queixes que la publicitat glorificava la violència i induïa la por, especialment en els nens, el Consell de Publicitat Alemanya, una institució autoregulada, va reenviar les queixes a l'empresa. Finalment, Netflix va decidir acabar la campanya i treure tots els cartells.

## Recepció de la crítica
La primera temporada de Santa Clarita Diet generalment va rebre crítiques positives. A Rotten Tomatoes, la temporada té una qualificació de 75% a partir de 64 comentaris, amb un ràting mitjà de 7.18/10. El consens crític del lloc diu que 'Santa Clarita Diet es serveix d'un excel·lent repartiment, freqüents riures, i una premissa atractiva – però el nivell de sang podria no estar al gust de tothom. La segona temporada té una qualificació de 82%, i s'afirma que la sèrie maneja l'impuls de la seva primera temporada amb humor negre sense parar i un cor enorme que sagna -amb abundància- pels seus personatges adorables. Metacritic informa que tant la primera com la segona temporada van rebre generalment comentaris favorables, la primera amb una puntuació del 67 de 100 basada en 30 crítiques, i la segona de 78 sobre 100, basada en 25 crítiques.